# Medalla Pro Ecclesia et Pontifice
La cruz Pro Ecclesia et Pontifice (en español: Por la Iglesia y por el Papa) es una condecoración papal. Le es conferida a quienes hayan demostrado un largo y excepcional servicio a la Iglesia católica o al Papa.

## Historia
La cruz  instituida por León XIII el 17 de julio de 1888, en la celebración de sus cincuenta años de ordenación sacerdotal y es conferida como premio a la fidelidad a la Iglesia y el servicio distinguido a la Comunidad eclesial por parte de Clérigos y Laicos.
Desde 1908, la cruz se otorga sólo en oro.
Hasta 1993, era la distinción pontificia más alta que las mujeres podían recibir.

## Las insignias

### Cruz de 1888
Consiste en una cruz octogonal con la flor de lis en los cuatro cantones de la misma y con la imagen de dicho Papa, rodeada Por la frase «Leo XIII PM anno X» (León XIII, Pontífice Máximo, Año Diez de Su pontificado). 
En el anverso de la medalla, sobre los brazos de la Cruz, aparecen representados cometas, que, con las flores de lis, forman el escudo de armas de la Familia Pecci, a la cual pertenecía el Papa León XIII. Grabadas en el reverso están las palabras "Pridie" (Día Primero), "Kal" (de las kalendas), "Ianuar" (de enero)  y el año "1888".
En el reverso figuran los emblemas Papales (Llaves de San Pedro y la tiara) y El lema «pro Ecclesia et Pontifice».
Desde el pontificado de León XIII hasta el de Pablo VI, la cinta de la cruz fue de color púrpura, con dos franjas en blanco-amarillo, una a la derecha y otra a la izquierda.

### Desde Pablo VI
Pablo VI cambió el diseño de la cruz. La apariencia se adaptó a la época. En medio de la cruz, los apóstoles Pedro y Pablo están representados. Hasta Pablo VI, los colores de la cinta son solamente amarillo y blanco.
Hasta el pontificado de Benedicto XVI la cruz representó el escudo papal y el nombre del Papa. Estos fueron reemplazados por una cruz y el escudo de la Santa Sede.

## Ilustración

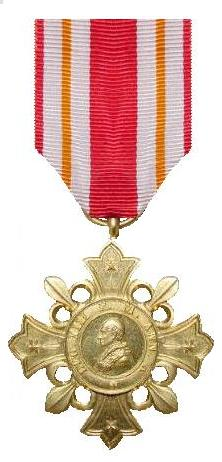
Cruz de 1888
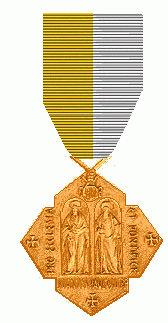
Cruz de 1978 a 2005
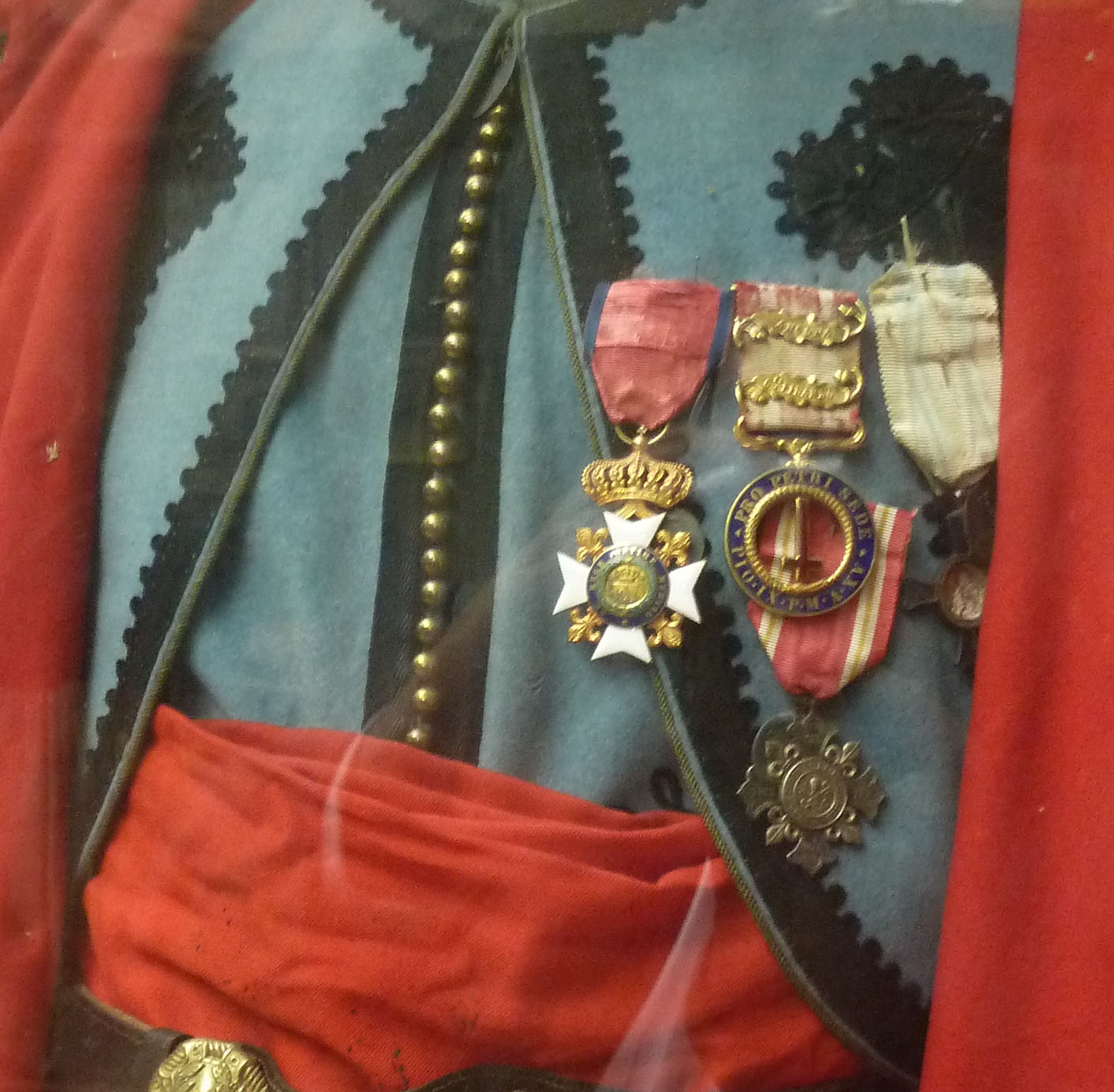
Uniforme de un zuavo papal con el cruz
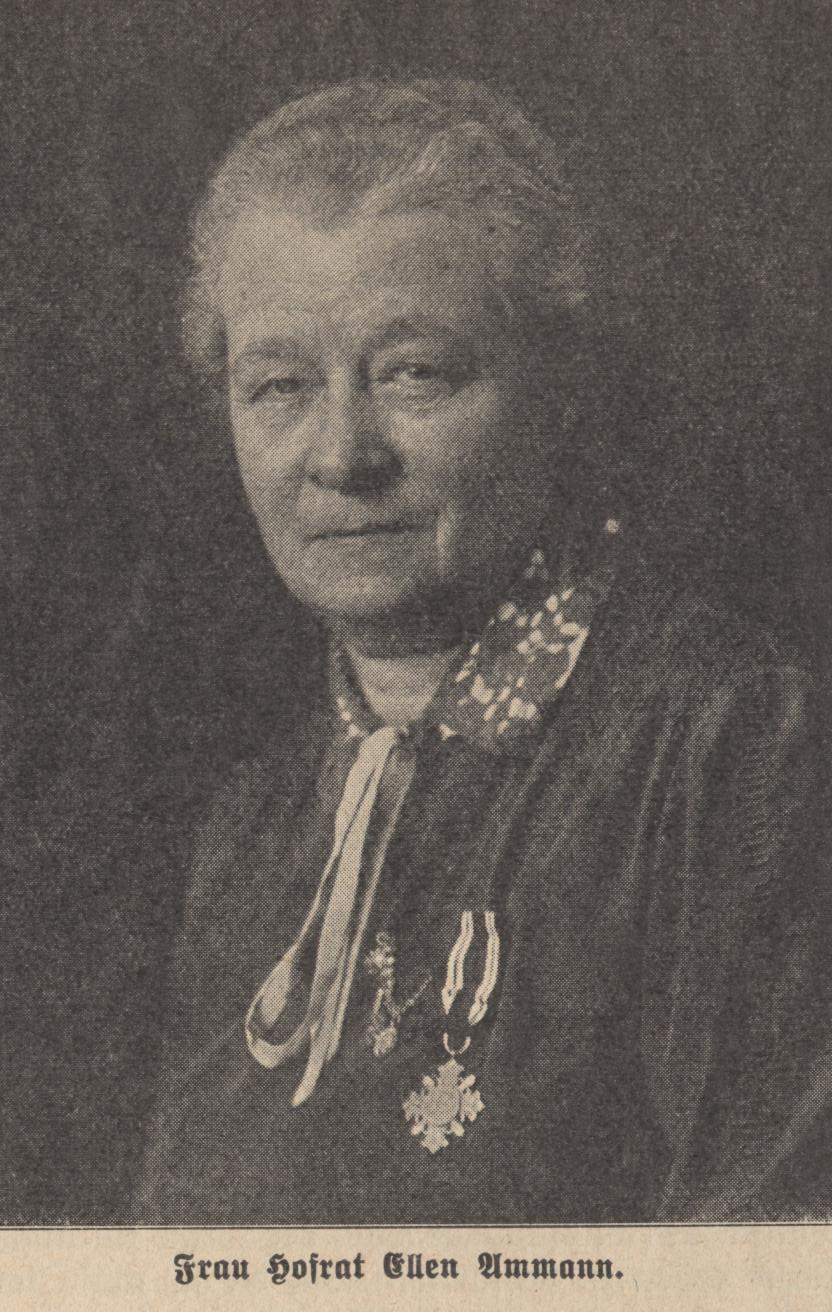
Ellen Ammann con el cruz